# Antoine Étienne Fantin des Odoards
Antoine-Étienne-Nicolas Fantin des Odoards, né à Pont-de-Beauvoisin en Dauphiné le 26 décembre 1738 et mort à Paris le 25 septembre 1820, est un historien et traducteur français.

## Biographie
Vicaire général d'Embrun en 1789, il adopta les principes de la Révolution française et renonça à l'état ecclésiastique.
Il est l'oncle du général Louis Florimond Fantin des Odoards qui a laissé des Mémoires sur les conquêtes napoléoniennes. Les Fantin des Odoards descendent de la famille Fantin qui a donné aussi la famille Fantin-Latour.

## Publications
- Dictionnaire raisonné du gouvernement, des lois, des usages et de la discipline de l'Église (6 volumes, 1788)
- Nouvel abrégé chronologique de l'histoire de France, par le président Hénault, continué depuis la mort de Louis XIV jusqu'à la paix de 1783 (2 volumes, 1788)
- Considérations sur le gouvernement qui convient à la France et sur des moyens de concourir au rétablissement des finances de l'État en vendant pour deux milliards des biens du clergé, par un citoyen de Paris, membre du district des Cordeliers (1789)
- Révolutions de l'Inde pendant le dix-huitième siècle ou Mémoires de Typoo-Zaeb, sultan du Maissour, écrits par lui-même et traduits de la langue indostane (1796)
- Histoire philosophique de la Révolution de France, depuis la convocation des notables, par Louis XVI, jusqu'à la séparation de la Convention nationale (1796) ; 5ème édition en 1807 à l'Imprimerie des Frères Mame, à Angers, Paris.
- Histoire de la République française, depuis la séparation de la Convention nationale, jusqu'à la conclusion de la paix entre la France et l'Empereur (1797)
- Louis XV et Louis XVI (5 volumes, 1797)
- Le Désert du Zend, ou Histoire des malheurs et aventures de Zama et du sultan de Maissour, depuis son départ de la Perse jusqu'à l'époque de son retour dans ses États (1798)
- L'Ami du gouvernement, journal de littérature et d'économie politique, par Ant. Fantin Desodoards. N ̊1. Observations sur la constitution de l'an VIII (1800) Texte en ligne
- Heyder, Azeima, Typoo-zaeb. Histoire orientale traduite de la langue malabare (3 volumes, 1802)
- Abrégé chronologique de la révolution de France à l'usage des écoles publiques (3 volumes, 1802)
- De l'Institution des sociétés politiques, ou Théorie des gouvernements (1807)
- Histoire d'Italie, depuis la chute de la République romaine jusqu'aux premières années du XIXe siècle (9 volumes, 1803)
- Tableau des écrivains français. Tableau des littérateurs français vivans en 1808 (2 volumes, 1809)
- Histoire de France, commencée par Paul François Velly, continuée par Claude Villaret, et ensuite par Jean-Jacques Garnier, jusqu'au milieu du XVIe siècle, achevée par Ant. Fantin Des Odoards depuis la naissance de Henri IV jusqu'à la mort de Louis XVI (26 volumes, 1808-1810)
- Monumens inédits de l'Antiquité expliqués par Winckelmann, gravés par David et par Mlle Sibire. Traduits de l'italien en français par Antoine-Étienne-Nicolas Fantin-Desodoards (3 volumes, 1808-1809)